# Rakov Škocjan, Cerknica
Rakov Škocjan este o localitate din comuna Cerknica, Slovenia.